# Alberto Conrad
Alberto Conrad Machuca (Riberalta, 26 marzo 1910 – ...) è stato un nuotatore boliviano.

## Biografia
Fu il primo boliviano a partecipare ai Giochi olimpici quale unico rappresentante nonché portabandiera del suo paese ai Giochi di Berlino 1936. Gareggiò nei 100 metri stile libero dove giunse settimo e ultimo nella sua batteria.